# You Get Me (film)
You Get Me è un film del 2017 diretto da Brent Bonacorso.

## Trama
Tyler è un ragazzo che crede di aver trovato l'amore della sua vita in Alison. Una sera i due vanno ad una festa, dove è presente anche Chase, un ex di Alison, che parla a Tyler del passato promiscuo di Alison a San Francisco, di cui lui non sapeva nulla. La ragazza infatti, prima di Tyler, aveva avuto molte relazioni e abusava di droga e alcool.
Alla stessa festa Tyler, mentre è in fila per il bagno, conosce Holly, una ragazza che dice di essere appena stata lasciata dal suo ragazzo e tra i due scocca la scintilla.
Uscito dal bagno, Tyler reagisce in modo aggressivo con Alison e lei, dopo un breve litigio, gli dice che tra loro è finita. 
Mentre sta lasciando il party, Tyler accetta un passaggio da Holly e i due passano il resto della serata in discoteca e poi in una casa enorme, dove trascorrono la notte insieme e anche la giornata successiva, conoscendosi meglio. Holly gli confida che i suoi sono divorziati e che suo padre è morto da poco e che lei quindi è costretta a vivere da sola o ogni tanto con la matrigna. Nel corso del film si scopre che Holly dovrebbe prendere delle medicine per "sopprimere le proprie emozioni" e quindi la ragazza soffre di una depressione post-traumatica.
Tyler dice a Holly di aver vissuto qualcosa di speciale con lei, però poi se ne va.
Ritornato a casa Tyler contatta Alison e lei accetta di parlargli, così i due fanno pace e tornano insieme. Tutto sembra a posto, ma Holly si iscrive alla loro scuola e, come se non bastasse, inizia a farsi amici gli stessi amici di Tyler, entrando così nel suo gruppo, perché gelosa di lui e di Alison.
Instaura un rapporto particolare soprattutto con quest'ultima, ovviamente ignara di tutto ciò che è successo tra di lei e il suo ragazzo.
Tyler si rifiuta di parlare con Holly fino a quando lei rapisce Alison e la porta a casa sua. Tyler corre a casa di Holly dove trova Alison ferita e, mentre tentano di scappare, Holly li raggiunge con una pistola e dopo un breve dialogo dove capisce che Tyler ama Alison, spara al ragazzo. Alison ferisce Holly, che cade nella piscina lì vicino. Entrambi si salvano. Holly mette i suoi occhi su un'altra povera vittima, il soccorritore che la medica e le promette che si prenderà cura di lei, mentre Tyler guarisce e torna alla sua vita insieme a Alison.

## Produzione
Girato tra Los Angeles e le spiagge di Santa Monica, You Get Me è un thriller interpretato da star in erba come Bella Thorne, emersa dalla palestra di Disney Channel, e Halston Sage, che dopo la gavetta su Nickelodeon è passata a Piccoli Brividi e sarà nella parodia di Star Trek firmata da Seth McFarlane, The Orville. Meno seguito dal pubblico Taylor John Smith, che vanta però in curriculum serie Tv d'autore come American Crime e la prossima Sharp Objects con Amy Adams.